# Drassodes assimilatus
Drassodes assimilatus är en spindelart som först beskrevs av John Blackwall 1865.  Drassodes assimilatus ingår i släktet Drassodes och familjen plattbuksspindlar. Inga underarter finns listade i Catalogue of Life.